# Markus Hennig
Markus Hennig (* 1976 in Datteln) ist ein deutscher Autor für Satire, Kabarett und Comedy.

## Leben
Hennig arbeitete nach dem Abitur bei RadioFiV (heute: Radio Vest) in Recklinghausen. Nach einem Volontariat bei Antenne Ruhr (heute Radio Oberhausen/Radio Mülheim) war er Redakteur bei 1 Live.
2006 gründete er das Autorenbüro Südwitz mit Henning Bornemann und Jan Böhmermann. Er schrieb Hörfunksatiren für die WDR2 Zugabe, 1Live, WDR5, HR3 und NDRinfo. Später schrieb er u. a. für die TV-Formate Extra 3 (NDR), Ladies Night (WDR/ARD), Zimmer frei! (WDR) und Switch reloaded (Pro7).
Hennig war von 2013 bis 2014 Hauptautor der ZDFneo-Sendung nate light mit Philip Simon, von 2015 bis 2017 bei der ZDF-Sendung Mann, Sieber!, von 2018 bis 2019 bei der ZDFneo-Sendung Neo Magazin Royale. und von 2020 bis 2023 Hauptautor der Sendung ZDF Magazin Royale.
Das Switch reloaded – Wetten, dass..?-Spezial, für welches er das Drehbuch schrieb, wurde mit dem Grimme-Preis 2013 ausgezeichnet.
In der Kategorie „Bestes Buch Unterhaltung“ für ZDF Magazin Royale wurde er 2021 und 2022 zusammen mit Jan Böhmermann und Hanna Herbst mit dem Deutschen Fernsehpreis ausgezeichnet.

## TV-Formate (Auswahl)
- Lass dich Überwachen![12]
- ZDF-Magazin Royale
- Lego Masters
- Neo Magazin Royale
- Mann, Sieber!
- Ladies Night
- 1Live Krone
- Nate Light
- Extra 3
- Zimmer Frei!
- Switch reloaded

## Veröffentlichungen
Textbeiträge
- Torsten Gaitzsch, Tim Wolff (Hrsg.): Die erste und endgültige Chronik des 21. Jahrhunderts. Kiepenheuer & Witsch, Köln 2017, ISBN 978-3-462-05055-4.
- Burkhard Bergermann (Hrsg.): Das Beste aus 7 Tage 7 Köpfe. Band 3. Dino Verlag, Stuttgart 1999, ISBN 3-89748-196-0.

Hörspiel
- Beim Raubzug helfen Ahnungslose. TKKG-Hörspielfolge 221[13]

## Auszeichnungen
- Grimme-Preis 2013 für das Buch des „Wetten dass...“-Spezials von Switch reloaded.[14]
- Deutscher Fernsehpreis 2021 in der Kategorie „Bestes Buch Unterhaltung“ für ZDF Magazin Royale (mit Jan Böhmermann und Hanna Herbst)[15]
- Deutscher Fernsehpreis 2022 in der Kategorie „Bestes Buch Unterhaltung“ für ZDF Magazin Royale (mit Jan Böhmermann, Hanna Herbst und Nora Nagel)[16]
- Grimme-Preis 2023 für ZDF Magazin Royale[17]